# 粉末茶
粉末茶（ふんまつちゃ）とは、煎茶や玉露の茶葉を粉末状に加工した緑茶の一種。似たものに粉茶があるが、粉茶は煎茶の製造過程で発生するものを集めて利用しているのに対し、粉末茶は意図的に粉末状に加工している点が異なる。また、抹茶とも別物である。茶葉からの抽出液にデキストリンなどを加え乾燥させたインスタント茶とも異なる。
茶を急須で入れた場合、茶葉に含まれるカテキンなどの栄養素のうち抽出できるのは3割程度であり、残り7割は茶殻として廃棄されてしまうが、粉末茶であればそのようなことはない。一方、味や香りといった要素で粉末茶は急須で入れた茶に及ばないとされる。また、湯飲みの底に泥状の沈殿物が生じる。このため粉末茶は健康食品として摂取したり、乳飲料に混ぜたり、料理や菓子作りなどに利用されたりする。